# Jack Badham
John «Jack» Badham (Birmingham, Inglaterra, Reino Unido, 31 de enero de 1919 - Birmingham, 1 de enero de 1992) fue un jugador y entrenador de fútbol británico. Se desempeñaba tanto en la posición de lateral como en la de mediocentro izquierdo y disputó un total de 175 partidos en las dos categorías más altas de la Football League.

## Biografía
Badham nació en Birmingham. Comenzó su carrera futbolística como amateur en el Birmingham City en 1934, pero esta la interrumpió la Segunda Guerra Mundial. Tras su servicio al ejército británico, se convirtió en profesional. Ayudó a su club a alzarse campeón de la Second Division en la temporada 1947-48 y a obtener el ascenso a la máxima categoría en la 1954-55. Jugó en la semifinal de la FA Cup 1955-56 en el lugar del lesionado Roy Warhurst, pero el entrenador prefirió incluir en el once de la final a Johnny Newman.
Badham era capaz de emplear ambas piernas y era polivalente, ya que en el Birmingham jugó en varias posiciones además de su habitual, la de lateral. Jugó en el Stourbridge antes de regresar al Birmingham para trabajar en el cuerpo técnico. Más tarde, se convirtió en el entrenador del Solihull Moors.
Falleció en su ciudad natal el 1 de enero de 1992, a los 72 años de edad.

## Trayectoria

### Como jugador
| Club                  | País       | Temporadas | Partidos | Goles |
| --------------------- | ---------- | ---------- | -------- | ----- |
| Birmingham City F. C. | Inglaterra | 1946-1957  | 175      | 4     |
| Stourbridge F. C.     | Inglaterra | 1957-¿?    | ¿?       | ¿?    |
| Moorlands Athletic    | Inglaterra | 1960-1962  | ¿?       | ¿?    |

### Como entrenador
| Club                 | País       | Temporadas |
| -------------------- | ---------- | ---------- |
| Solihull Moors F. C. | Inglaterra | 1962-¿?    |

## Palmarés

### Como jugador
Birmingham City F. C.
- Campeón de la Second Division en 1948.
- Subcampeón de la Second Division en 1955.